# Orde van de Roos (Frankrijk)
De Orde van de Roos  was een ridderorde die in 1780 door Louis Philippe d'Orléans (1747-1793), hertog van Chartres en latere hertog van Orléans, werd gesticht voor adellijke heren en dames die het zinnelijk genot boven alles stelden. De degelijke koning Lodewijk XVI van Frankrijk heeft deze decadente ridderorde niet lang aan zijn hof in Versailles geduld.
Deze voor het "ancien régime" kenmerkende ridderorde, men zou ook van een vriendenclub kunnen spreken, is opgenomen in de lijst van historische orden van Frankrijk.